# Cape Arid National Park
Cape Arid National Park är en nationalpark i Australien.   Den ligger i delstaten Western Australia, i den sydvästra delen av landet, 2 400 km väster om huvudstaden Canberra. Cape Arid National Park ligger 136 meter över havet.
I omgivningarna runt Cape Arid National Park växer huvudsakligen savannskog.